# Canis etruscus
Canis etruscus — вимерлий вид псів, який жив у Середземноморській Європи в період раннього плейстоцену.

## Опис

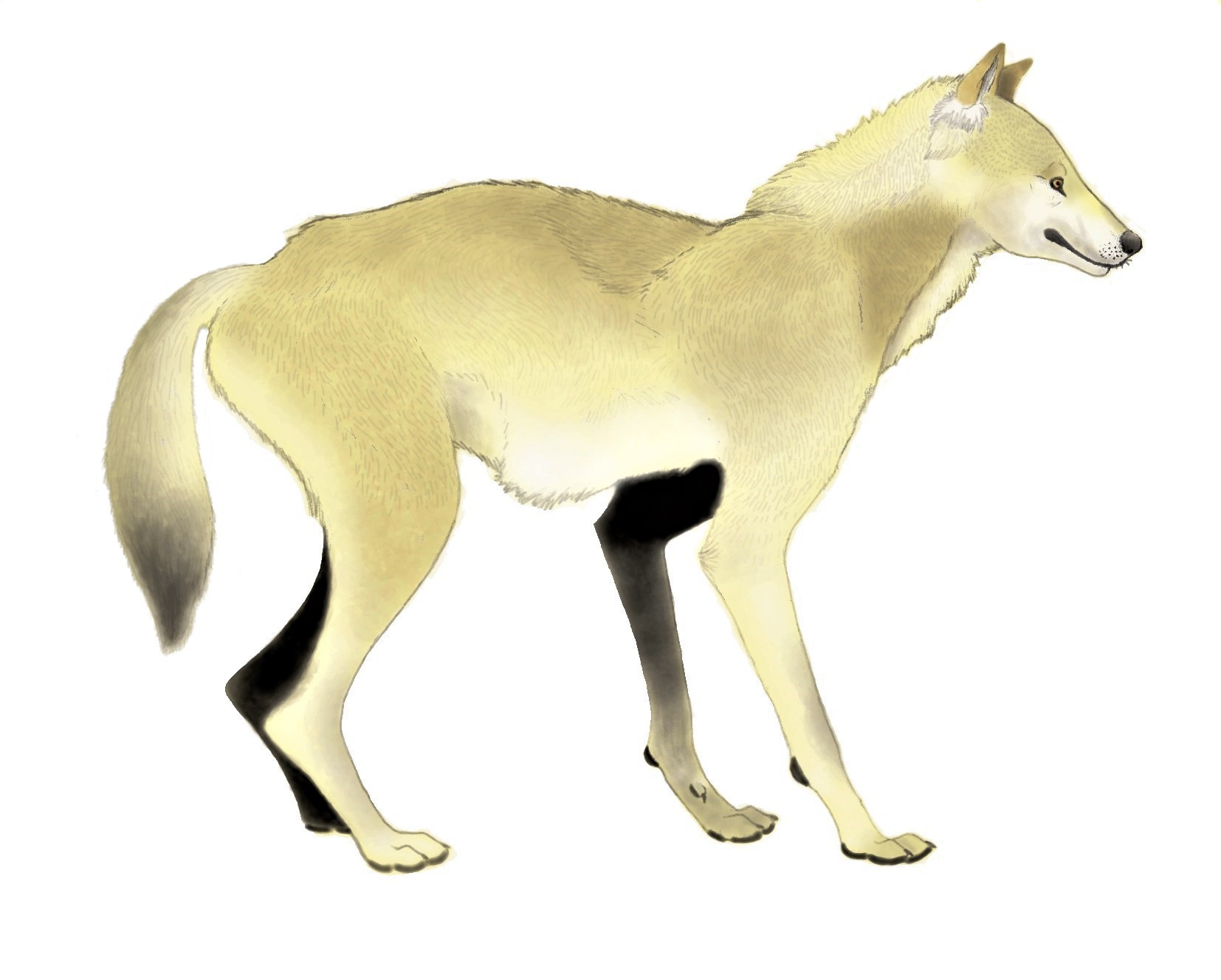
Тлумачення художника

Вид середнього розміру (середній розмір невеликого C. lupus); подовжена морда; виражене звуження морди за межі підочних отворів; видовжені носові кістки….

## Поширення
У ранньому плейстоцені від Іспанії до Китаю.

## Палеоекологія
Розповсюдження м'ясоїдних видів відбулося приблизно 1.8 мільйона років тому, і це збіглося зі зменшенням кількості опадів і збільшенням річної сезонності, що слідувало за 41 000-річним зсувом амплітуди циклів Міланковича. Першим прибув C. etruscus, за яким одразу слідували C. arnensis і Lycaon falconeri, а потім гігантська гієна Pachycrocuta brevirostris. Усі вони були краще пристосовані до відкритих, сухих ландшафтів, ніж два більш примітивні Eucyon і Nyctereutes, які вони замінили в Європі.

## Родовід
Великі Canis розміром з вовка вперше з'явився в середньому пліоцені близько 3 мільйонів років тому в басейні Юше, провінція Шаньсі, Китай. У Європі C. etruscus вперше з'явився 1.9–1.8 млн. років тому. Родовід від C. etruscus до C. mosbachensis і до сірого вовка (C. lupus) широко визнана в європейській науковій літературі. Тим не менш, нещодавня публікація поставила під сумнів цю усталену гіпотезу, яка показує, що особливість C. etruscus (як показано Cherin et al., 2014) не збігається з особливостями більш сучасних псових раннього плейстоцену, як C. borjgali з Дманісі, ймовірно, предок вовкоподібних видів (C. lupus, C. latrans, C. lupaster). Французький археолог Жан-Філіп Бругаль пропонує C. mosbachensis як підвид C. etruscus, а інший французький археолог Анрі де Ламлі вважає C. mosbachensis підвидом сірого вовка і пропонує класифікацію C. lupus mosbachensis.